# Tổng giáo phận Yangon
Tổng giáo phận Công giáo La Mã Yangon (tiếng Latin: Archidioecesis Yangonensis) là một lãnh thổ giáo hội hoặc giáo phận của Giáo hội Công giáo Rôma ở Myanmar. Charles Maung Bo, S.D.B. được Giáo hoàng Gioan Phaolô II bổ nhiệm làm Tổng Giám mục Yangon vào ngày 24 tháng 5 năm 2003.

## Lịch sử
Giáo phận đã được Giáo hoàng Piô IX thành lập lên làm Hạt Đại diện Tông Tòa Tây Nam Miến Điện vào ngày 27 tháng 11 năm 1866 và được đổi tên thành Nam Miến Điện vào ngày 19 tháng 7 năm 1870 và sau đó được nâng lên thành Hạt Đại diện Tông Tpà Rangoon vào ngày 7 tháng 5 năm 1953. Nó được thăng lên cấp bậc của một tổng giáo phận đô thành bởi Giáo hoàng Piô XII vào ngày 1 tháng 1 năm 1955, với hình ảnh hậu trường của Mawlamyine, Pathein, Pyay và Hpa-an mới được dựng lên vào ngày 24 tháng 1 năm 2009. Giáo hoàng Gioan Phaolô II đã đổi tên thành Tổng giáo phận Yangon vào ngày 8 tháng 10 năm 1991.